# Astrahan (krzno)
Astrahan je kodrasto krzno kodrastih karakulskih ovc. Samo ime izhaja iz imena pokrajine Astrahan. Krzno je črne, sive ali rjave barve; pridobivajo ga s 3-8 dni starih jagnjet. Ob koncu 19. stoletja je bilo zelo priljubljeno za kučme, ovratnike in manšete plaščev. 
Z razvojem umetnih materialov so ustvarili tudi umetno krzno, ki po videzu spominja na astrahan. Izdelano je iz flisa in se uporablja za izdelavo plaščev, ovratnikov in kap.